# Алварейдо (город, Миннесота)
Алварейдо (англ. Alvarado) — город в округе Маршалл, штат Миннесота, США. На площади 0,6 км² (0,6 км² — суша, водоёмов нет), согласно переписи 2002 года, проживают 371 человек. Плотность населения составляет 671,2 чел./км².
- Телефонный код города — 218;
- Почтовый индекс — 56710;
- FIPS-код города — 27-01252[1];
- GNIS-идентификатор — 0639313[2].